# コマーノ・テルメ
コマーノ・テルメ（イタリア語: Comano Terme）は、イタリア共和国トレンティーノ＝アルト・アディジェ州トレント自治県にある、人口約2,900人の基礎自治体（コムーネ）。
2010年1月1日、ブレッジョ・インフェリオーレとロマーゾの2コムーネが合併して発足した。

## 名称
コムーネの名称は、コマーノの集落にある温泉（テルメ）に由来する。
標準イタリア語以外では以下の名称を持つ。
- トレント方言 (it) : Comàn [4]
- ドイツ語: Komaun

## 地理

### 位置・広がり
トレント自治県南西部のジュディカリエ地方 (it:Giudicarie) にあるコムーネである。コムーネ本体の北方に飛び地がある。ティオーネ・ディ・トレントから東へ12km、県都トレントから西南西へ19kmの距離にある。

#### 隣接コムーネ
コムーネ本体に隣接するコムーネは以下の通り。
- ステーニコ - 北
- サン・ロレンツォ・ドルシーノ (ドルシーノ、サン・ロレンツォ・イン・バナーレ) - 北東
- マドルッツォ (カラヴィーノ) - 東
- ドロ - 南東
- アルコ - 南
- テンノ - 南西
- フィアヴェ - 南西
- ブレッジョ・スペリオーレ - 西
- ティオーネ・ディ・トレント - 西
- トレ・ヴィッレ  (ラーゴリ) - 北西

飛び地には以下のコムーネが隣接する。
- ステーニコの飛び地 - 北
- サン・ロレンツォ・ドルシーノ (サン・ロレンツォ・イン・バナーレ) - 東
- ステーニコ - 南
- ボチェナーゴ - 南西
- マッシメーノ - 西
- ジュスティーノ - 北西

### 主要な集落
コムーネの役場は、ポンテ・アルケ（伊: Ponte Arche、旧ブレッジョ・インフェリオーレ村の中心地）に所在する。ポンテ・アルケは19世紀に新たに建設された集落で、コマーノの集落と、ジュディカリエ地方の他の村々とを結ぶ地点にある。
コマーノ（伊: Comano ; 独: Komaun）の集落は、旧ロマーゾ村の領域にある。

## 歴史
2009年9月27日、ブレッジョ・インフェリオーレとロマーゾで住民投票が行われて両コムーネの合併が承認され、2009年州法第7号により設置が認められた。2010年1月1日、自治体として発足した。

## 行政

### Comunita di valle
トレント自治県が設置した広域行政組織 Comunita di valle 「ジュディカリエ」 (it:Comunita delle Giudicarie)  （事務所所在地: ティオーネ・ディ・トレント）に属する。

### 分離集落
コマーノ・テルメには、以下の分離集落（フラツィオーネ）がある。地名は、イタリア語名 / ドイツ語名 の順に表記している。
| - Biè - Bono - Campo Lomaso / Camp - Cares - Cillà - Comano / Coman - Comighello / Comighèl - Dasindo / Dasind - Duvredo - Godenzo / Godénz | - Lundo / Lunt - Poia / Póia - Ponte Arche - Sesto - Tignerone - Val d'Algone - Vergonzo - Vigo Lomaso - Villa |

## 住民

### 言語
| 少数言語話者の割合（2011年） | 少数言語話者の割合（2011年） | 少数言語話者の割合（2011年） | 少数言語話者の割合（2011年） | 少数言語話者の割合（2011年） |
| ---------------------------- | ---------------------------- | ---------------------------- | ---------------------------- | ---------------------------- |
|                              |                              |                              |                              |                              |
| ラディン語                   | ラディン語                   |                              | 0.2%                         | 0.2%                         |
| モケーニ語                   | モケーニ語                   |                              | 0.0%                         | 0.0%                         |
| チンブロ語                   | チンブロ語                   |                              | 0.0%                         | 0.0%                         |

2011年10月9日に行われた国勢調査によれば、若干のラディン語話者がいる。